# Barevná paleta
Barevná paleta nebo také indexovaná barevná paleta je používána pro zobrazení a archivaci obrázků počítačové rastrové grafiky. Každé barevné položce v paletě je přiděleno číslo a každý pixel obrazu uchovává číslo, která odkazuje na odpovídající položku palety. Hlavní výhodou použití palety pro generování rastrového obrázku o malém počtu různých barev je relativně malá paměťová náročnost. Nevýhodou je většinou nízké barevné rozlišení obrázku.
Barva položky palety se obvykle volí z větší množiny barev než je počet položek palety. Bližší informace viz článek barevná hloubka.

## Využití
Počítačové grafické systémy využívající barevných palet jsou například EGA a VGA u počítačů kompatibilních s IBM PC nebo Tiki 100.
Grafické formáty využívající barevné palety jsou například GIF nebo XPM.
Následující tabulka uvádí přehled velikosti palet (počtu položek palety) a rozlišení barev (barevná hloubka):
| Grafický standard | Rozlišení palety | Rozlišení palety       |
|                   | velikost palety  | barevná hloubka        |
| ----------------- | ---------------- | ---------------------- |
| Monochromatická   | ?                | 2 barvy                |
| CGA               | ?                | 16 barev               |
| EGA               | 16               | 64 barev               |
| VGA               | 256              | 18bit – 262144 barev   |
| GIF               | 256              | 24bit – 16777216 barev |
| BMP               | 256              | 24bit – 16777216 barev |